# 배틀필드 온라인

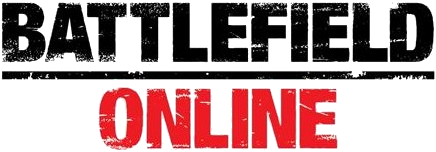

배틀필드 온라인(Battlefield Online)은 DICE가 개발한 배틀필드 2를 기반으로 네오위즈 게임즈가 서비스한 1인칭 슈팅 게임이다. 2010년 3월 30일에 오픈베타 서비스를 시작했다. 그러나 2013년 5월 21일에 내부 사정으로 레이시티와 함께 서비스가 종료되었다.

## 특징
기존 배틀필드 2에서 미국 해병대가 상대하는 적이 중국 인민해방군과 가상의 중동아시아 연합군에서 러시아 연방으로 바뀌고, 기존의 계급 체계가 미국 해병대의 방식에서 대한민국 국군의 것으로 교체된 점이 다르다. 그리고 캐릭터와 무기 커스터마이징 기능과 최대 100인 전투가 가능해졌으며, 2차 테스트에서 구현되었다.
게임을 시작하면 병과를 고를수 있으며, 병과로는 의무병, 공병, 대전차병, 저격병이 있다.(원래는 돌격병,지원병,특수병,보급병도 있었으나 12.9일 대규모 업데이트를 실시하면서 사라졌다.)

## 장비
- 공용

RADAR - 고주파 방향 탐지기 (지휘관만 이용 가능)
UAV - 무인 정찰기 (지휘관만 이용 가능)
견인 곡사포 (지휘관만 이용 가능)
Boat - 해상 탈것, 5.56mm 경기관총 한 정이 유일한 무장이다.
- 아메리카 합중국 (USA)

와스프급 강습상륙함 (오만, 웨이크섬 맵에서 미군의 기지로 사용되며 팰렁스 CIWS와 시스패로 만 조종이 가능하다.
전차: M1A2 에이브람스 - 2 인승
장갑차: LAV-25 - 5인승
대공 차량: M6 Bradley Linebacker -2인승
수송 차량: 험비 -4인승
버기: FAAV -3인승
전투기: F/A-18C 호넷 무장- M61 발칸 20mm 개틀링건, AIM-9 사이드와인더, Mk 82
전투기: F-35B 스텔스기 - 수직 이륙이 가능하다 무장_ M61A1발칸 20mm 개틀링건, AIM-9 사이드와인더, Mk 82
공격 헬리콥터: AH-1Z 바이퍼 - 2 인승. 무장- 2.75인치 (70mm) 다연장 로켓 (조종사), M197 20mm 개틀링건 (사수), 헬파이어 미사일 (사수)
수송 헬리콥터: UH-60 블랙호크 - 6인승. 무장-M134 미니건 2정
정찰 헬리콥터: MD 530 디펜더 (MD 500 디펜더의 파생형) - 3 인승, M134 미니건 2정
대전차 미사일: BGM-71 토우
대공 미사일: FIM-92 스팅어
- 러시아 연방 (RSA)

전차: T-90 - 2 인승
장갑차: BTR-90 -5인승
대공 차량: 2K22 - 2인승
수송 차량: GAZ 39371 -4인승
버기: DPV - 3인승
전투기: Su-27
공격 헬리콥터: Mi-28 (하보크) - 2 인승
수송 헬리콥터: Mi-17 -6인승
정찰 헬리콥터: EC 635 - 3 인승
대전차 미사일: HI-8
대공 미사일: 9K38 이글라

## 같이 보기
- 배틀필드 2
- 일렉트로닉 아츠